# ムクゲ
ムクゲ（木槿、学名: Hibiscus syriacus）は、アオイ科フヨウ属の落葉樹。別名ハチスは本種の古名である。庭木として広く植栽されるほか、夏の茶花としても欠かせない花である。中国名は、木槿（朝開暮落花）。

## 名称
和名は、「むくげ」。「槿」一字でも「むくげ」と読むが、中国語の木槿（ムーチン）と書いて「むくげ」と読むことが多い。また、『類聚名義抄』には「木波知須（きはちす）」と記載されており、木波知須や、単に波知須（はちす）とも呼ばれる。『万葉集』では、秋の七草のひとつとして登場する朝貌（あさがお）がムクゲのことを指しているという説もあるが、定かではない。白の一重花に中心が赤い底紅種は、千宗旦が好んだことから、「宗丹木槿（そうたんむくげ）」とも呼ばれる。
中国語では「木槿」（ムーチン、もくきん)、韓国語では「무궁화」（無窮花; ムグンファ）、木槿;モックンという。英名の rose of Sharon はヘブライ語で書かれた旧約聖書の雅歌にある「シャロンのばら」に相当する英語から取られている。パレスチナにあるシャロン高原に咲く美しい花という意味で、ヨーロッパでは十字軍がシリアから持ち帰った植物である。

## 分布・生育地
中国が原産で、観賞用に栽培されている。主に庭木や街路樹、公園などに広く植えられている。中近東でも、カイロ、ダマスカス、テルアビブなどの主要都市で庭木や公園の樹木として植えられているのを良く見かける。日本へは古く渡来し、平安時代初期にはすで植えられていたと考えられる。暖地では野生化している。

## 形態・生態
大型の落葉広葉樹の低木。樹高3 - 4メートル (m) くらいになる。樹皮は灰白色から茶褐色で、成木になると縦に浅く裂ける。枝は繊維が強靱でしなやかさがあり、手で折り取るのは困難である。
葉は互生し、卵形から卵状菱形、浅く3裂し、葉縁に粗い鋸歯がある。
花期は夏から秋（7 - 10月）。枝先の葉の付け根に、白、ピンク色など様々な花色の美しい花をつける。ハイビスカスの類なので、花形が似ている。花の大きさは径5 - 10センチメートル (cm) 。5花弁がやや重なって並び、雄しべは多数つき、雌しべの花柱は長く突き出る。花芽はその年の春から秋にかけて伸長した枝に次々と形成される。花は一日花で、朝に開花して夕方にはしぼんでしまう。そのため、「槿花一日の栄」と例えられる。ふつうは一重咲きであるが、八重咲きの品種もある。
果実は蒴果で卵形をしており、長さは約2 cmで星状の毛が密生し、熟すと5裂して種子を覗かせる。種子は偏平な腎臓形で、フヨウの種子よりも大きく、背面の縁に沿って長い毛が密生している。冬でも枝先に果実が残り、綿毛の生えた種子が見える。
冬芽は裸芽で、星状毛が密生する。頂芽は葉痕などが重なって、こぶ状になった上につく。葉痕は半円形で、左右に突き出た托葉痕があり、托葉が残ることもある。葉痕につく維管束痕は3 - 6個だが、わかりにくい。

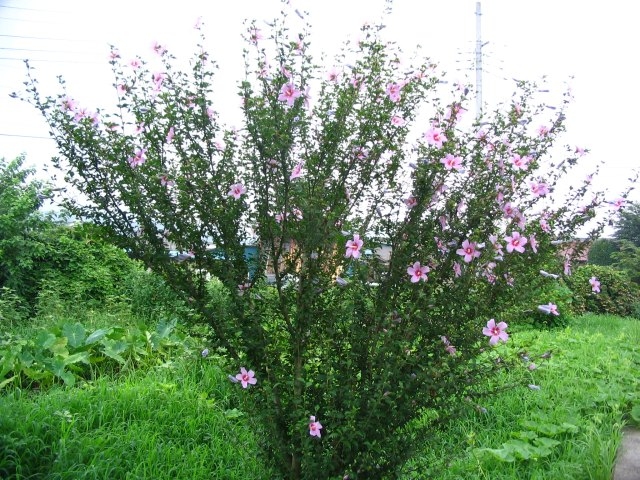
樹形
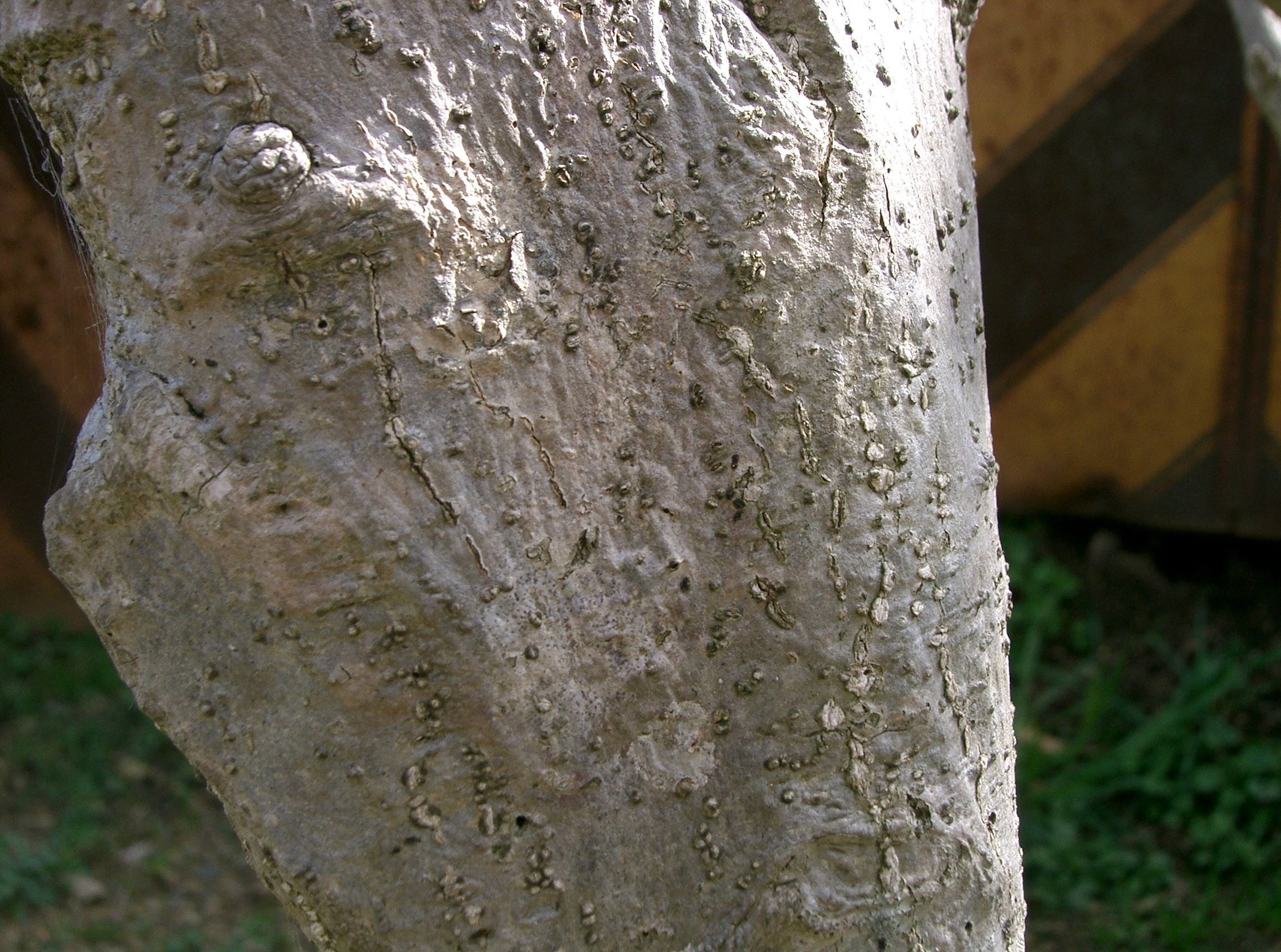
樹皮
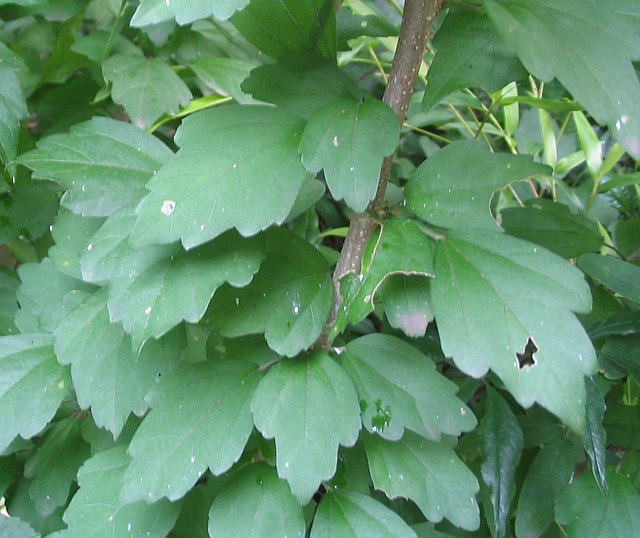
葉
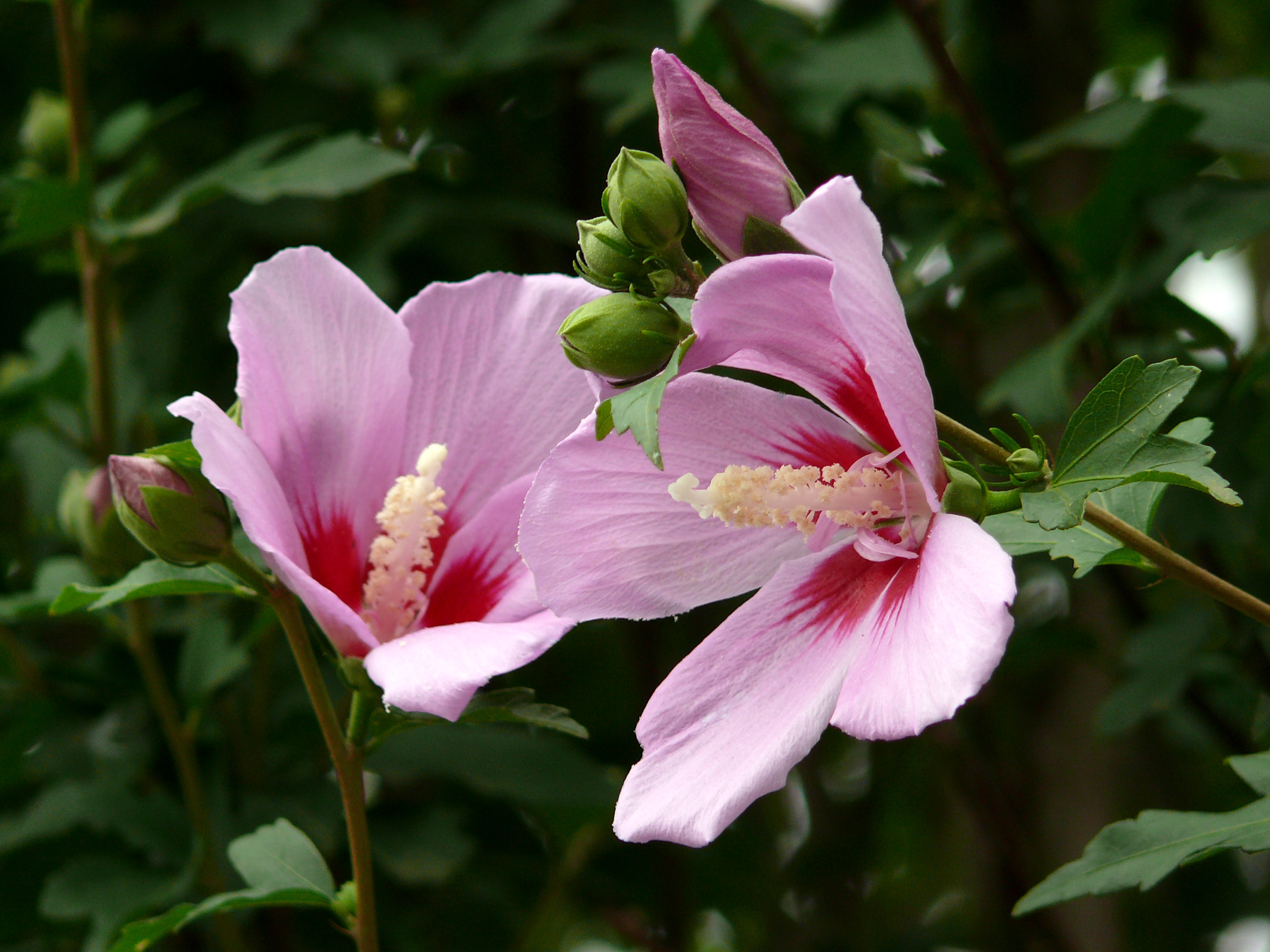
蕾と花
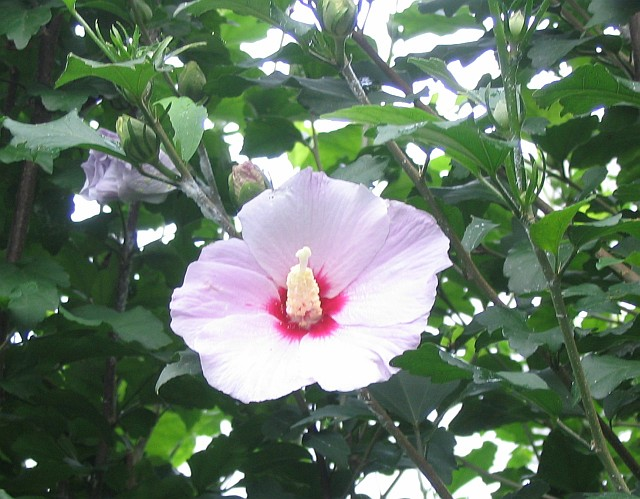
花
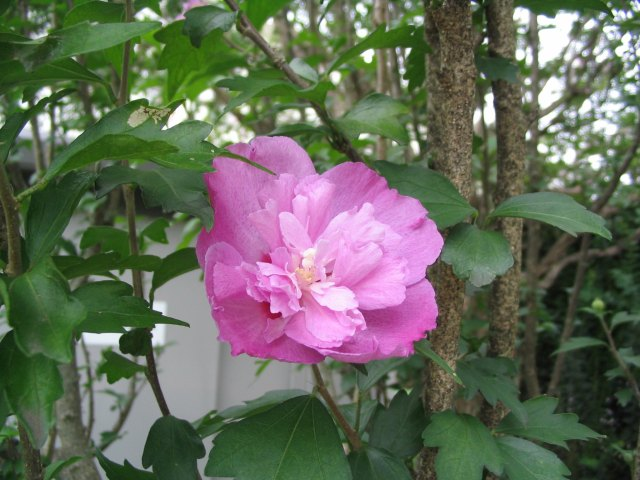
花（八重咲き）
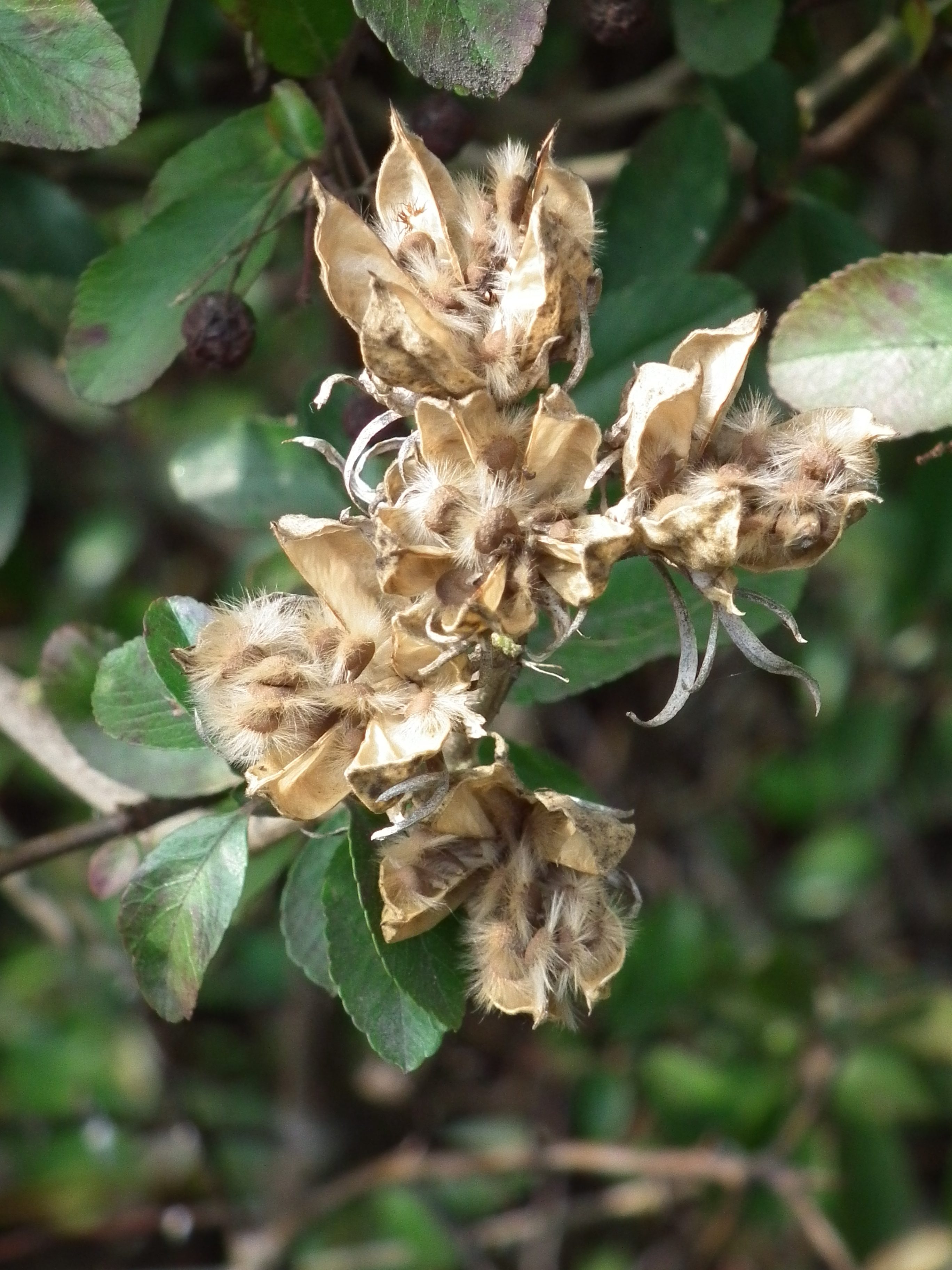
果実

### 園芸品種
ムクゲには多数の園芸品種がある。
- 宗旦（そうたん） - 茶花として良く利用される。花は白地に赤である。
- 日の丸（ひのまる） - 白地に底赤で、一重の大輪。これは宗旦に含められることもある。
- 白一重（しろひとえ）
- 大徳寺一重（だいとくじひとえ）
- 大徳寺花笠（だいとくじはながさ）
- 赤花笠（あかはながさ）
- 白花笠（しろはながさ）
- 角倉花笠（すみのくらはながさ）
- 光花笠（ひかりはながさ）
- きじばと
- 赤祇園守（あかぎおんのまもり）
- 白祇園守（しろぎおんのまもり） - 八坂神社の粽の代用とされる白祇園守は内弁があり、半八重咲と称する。この品種は、御茶事の花、生け花として、もとは源氏の武士の間で広く栽培されていた。
- 紫盃（しはい）
- 大紫盃（だいしはい）
- 夏空（なつぞら）
- シングルレッド
- ブルーバード
- レインボー
- ピンク・デライト
- レッド・ハート
- ブルーサテン(ブルーサーティン)

## 栽培
ムクゲはフヨウと近縁であり接木が可能。繁殖は春で、芽が萌える前に挿し木を行う。根が横に広がらないため、比較的狭い場所に植えることができる。刈り込みにもよく耐え、新しい枝が次々と分岐する。性質は丈夫なため、庭の生け垣や公園樹に利用される。日本では花材としても使い、夏の御茶事の生け花として飾られたりする。

## 人間との関わり
大韓民国では、法的な位置づけがあるわけではないが国花とされている。国章や、最高位の勲章である無窮花大勲章であり、韓国軍領官（佐官）の階級章、警察のすべての階級の階級章には、ムクゲの意匠が含まれる。このほか、韓国鉄道公社は列車種別の一つとして「ムグンファ号」を設定している。また、ホテルの格付けなどの星の代わりにも使用されている。古くは崔致遠『謝不許北国居上表』に、9世紀末の新羅が自らを「槿花郷」（＝むくげの国）と呼んでいたことが見える。韓国の国歌「愛国歌」でも「ムクゲ　三千里　華麗なる山河」と歌われている。
日本では、北斗市、清里町、壮瞥町の花・木にも指定されている。

### 薬用植物
樹皮を乾燥したものは木槿皮（もくきんぴ）という生薬である。6 - 7月ごろに樹皮を採って、天日乾燥して調製される。抗菌作用があり、水虫に薬効があるとされ、民間療法では、木槿皮15グラムを35度のホワイトリカー200 ccに1か月以上漬け込んでから患部に塗る用法が知られている。
蕾を乾燥したものは木槿花（もくきんか）という生薬である。夏の開花直前に蕾を採取して、天日乾燥して調製される。胃炎、下痢止め、口の渇きの癒やし、健胃に用い、民間療法では蕾1日量2 - 10グラムを水400 - 600 ccで半量になるまで煎じたあと、1日3回温かいうちに服用する用法が知られている。

### 文化の中のムクゲ
初期の華道書である「仙伝抄 (1536年) 」では、ムクゲはボケ、ヤマブキ、カンゾウなどとともに「禁花（基本的には用いるべきではない花）」とされ、「替花伝秘書（1661年）」「古今茶道全書（1693年）」でも「きらひ物」「嫌花」として名が挙がっている。ほか「立花初心抄（1677年）」「華道全書（1685年）」「立華道知辺大成（1688年）」では「一向立まじき物」「一向立べからざる物」としてムクゲの使用を忌んでいる。「池坊専応口伝（1542年）」「立花正道集（1684年）」「立花便覧（1695年）」などではいずれも祝儀の席では避けるべき花として紹介されているが、「立花正道集」では「水際につかふ草木」の項にも挙げられており、「抛入花伝書（1684年）」「立華指南（1688年）」などでは具体的な水揚げの方法が記述され禁花としての扱いはなくなっている。天文年間 (1736-1741) の｢抛入岸之波｣や生花百競（1769年）では垂撥に活けた絵図が掲載される一方で、1767年の「抛入花薄」では禁花としての扱いが復活するなど、時代、流派などによりその扱いは流動的であった。江戸中期以降は一般的な花材となり、様々な生け花、一輪挿し、さらには、枝のまたの部分をコミに使用して、生け花の形状を整えるのに使われてきた。茶道においては茶人千宗旦がムクゲを好んだこともあり、花のはかなさが一期一会の茶道の精神にも合致するとされ、現代ではもっとも代表的な夏の茶花となっている。花持ちが悪いため花展には向かず、あまり一般的な花材ではないが、毎日生け替えて使うことで風情が出る。掛け花や一輪挿しなどによく使われる。
白氏文集の巻十五、放言の「松樹千年終是朽　槿花一日自成栄」（松の木は千年の齢を保つがいずれは朽ち、ムクゲの花は一日の命だがその生を大いに全うする）の文句でもよく知られる。｢わずか一日のはかない栄え｣の意に取られて、「槿花一日の栄」「槿花一晨の栄え」「槿花一朝の夢」といったことわざをも生んだ。
花の美しさはほんの僅かの時という意味から、ひいては栄華もあっという間に滅び去るということを「槿花一朝の夢」は意味している。
俳句では秋の季語である。俳諧師の松尾芭蕉は1684年（貞享元年）『野ざらし紀行』の旅で、「道のべの木槿（もくげ）は馬にくはれけり」という句を詠んでおり、栃木県下都賀郡野木町友沼にある法音寺に芭蕉の句碑として残されている。同じく俳諧師の小林一茶も、「それがしも其（そ）の日暮らしぞ花木槿」という句を詠んだ。
江戸時代後期の歌人、香川景樹は『桂園一枝』にて、「生垣の 小杉が中の 槿の花 これのみを 昔はいひし 朝がほの花」と詠んでおり、「槿」は「あさがほ」と読ませた。明治から大正にかけて、アララギを代表した斎藤茂吉は第二歌集『あらたま』で、「雨はれて心すがしくなりにけり窓より見ゆる白木槿（しろむくげ）のはな」という歌を詠んだ。